# John Meier
John Meier (Vahr (Bremen), 4 juni 1864 – Freiburg im Breisgau, 3 mei 1953) was een Duitse mediëvist en volkskundige. Hij deed onderzoek naar Duitse volksliedjes. Hij richtte zowel het Duitse Volksliedarchief als het Zwitserse Volksliedarchief op.

## Levensloop
John Meier was het negende kind van Johann Daniel Meier, burgemeester van Bremen. Hij studeerde Germanistiek, Romanistiek, Anglistiek, Geschiedenis en Antropologie aan de Universiteit van Freiburg en de Universiteit van Tübingen. In 1988 promoveerde hij in Freiburg met een proefschrift Untersuchungen über den Dichter und die Sprache der "Jolande".
In 1891 volgde een aanstelling aan de Universiteit van Halle met als opdracht Studien zur Sprach- und Literaturgeschichte der Rheinlande im Mittelalter (studie naar de taal- en literatuurgeschiedenis van het Rijnland in de Middeleeuwen).
In de daaropvolgende jaren hield Meier zich diepgravend bezig met volksliedonderzoek en met de theorie van gezonken cultuurgoed. Vanaf 1899 bekleedde hij de leerstoel Duitse Filologie (oude taalkunde) en zette zich in voor het systematisch verzamelen van Duitse volksliedjes.
Tussen 1905 en 1912 was hij lid van het Zwitserse Genootschap voor Volkskunde. In 1906 richtte hij het Zwitserse Volksliedarchief op. Vanaf 1911 leidde hij het Samenwerkingsverband van Duitse verenigingen voor Volkskunde. In 1912 verkreeg hij de leerstoel voor Volkskunde in Freiburg.
In 1914 richtte John Meier het Duitse Volksliedarchief op. Vanaf 1935 gaf hij een verzameling Duitse volksliedjes uit met kritisch commentaar, onder de titel Deutsche Volkslieder mit ihren Melodien. Daarnaast begon hij met het tijdschrift Jahrbuch für Volksliedforschung, later onder de titel Lied und populäre Kultur / Song and Popular Culture.
Het is onbekend hoe hij in de jaren 1933-1945 tegenover het nationaalsocialisme stond. In deze jaren werd de Goethe-Medaille voor Kunst en Wetenschap aan hem toegekend. Hij pleitte voor wetenschappelijke standaarden in volkskundig onderzoek. In 1948 legde hij zijn leidende rol bij het Samenwerkingsverband neer.
Het Duitse Volksliedarchief droeg hij over aan de deelstaat Baden-Württemberg, dat na Meiers dood een overheidsinstantie werd. Sinds 2014 is het het onderdeel van het Centrum voor Populaire Cultuur en Muziek (Zentrum für Populäre Kultur und Musik) van de Universiteit van Freiburg.

## De definitie van het volkslied volgens Meier
In 1935-36 verscheen een bloemlezing met de titel Balladen van John Meiers hand (2 delen, in de reeks Das deutsche Volkslied). Het geeft een indruk van de beoogde omvangrijke uitgave Deutschen Volkslieder mit ihren Melodien, waarvan Meier enkel de eerste vier delen kon uitgeven.
De inleiding doet heden nog altijd 'modern' aan en is nog altijd relevant. Meier betoogt dat volksliedjes niet zomaar binnen het volk ontstaan, maar dat een volksliedje volkläufig is: algemeen gebruikelijk onder het volk, populair, iets dat langere tijd leeft onder het volk, dat onderling wordt doorgegeven. De herkomst van het lied is niet meer te achterhalen, is bij het mondelinge doorgeven in de vergetelheid geraakt. Het lied moet weliswaar door een liedschrijver zijn geschreven (of een tekstdichter en een aparte toondichter), maar is in de loop der tijd een lied van het hele volk, een gemeenschappelijk bezit geworden.
Hierna volgt een samenvatting van de geschiedenis van het volkslied vanaf de epische heldendichten, historieliederen, minneliederen uit de tijd van Karel de Grote en de eerste Duitse volksballaden in de 11de eeuw. Uit de 12de - 14de eeuw is er meer overgeleverd, zoals het wraaklied van Kriemhilde, de dageraadsliederen, het Hildebrandslied en de vroege volksballaden zoals de 'Vrouw van Weißenburg'. Meier wijst op het belang van de speelman vanaf deze eeuwen (muzikanten, jongleurs, die bij allerlei gelegenheden muziek maakten).
Vanaf de tweede helft van de 14e eeuw tot en met de 16de eeuw is er sprake van verburgerlijking, ook op het gebied van het lied. Hiervan getuigen liederen als 'Bauer ins Holz', 'Armer Judas', 'Der Ring' (Wittenwiler), vroege straatliederen ('Bänkelsang') en actuele liederen (met laatste nieuws). Met name dit laatste genre werd steeds vaker verspreid met de nieuwste middelen: vlugschriften en liedbladen. In de 16de en 17de eeuw nam het afdrukken van liedteksten op zulke losse bladen een hoge vlucht.
Een belangrijk kenmerk van het volksliedje is dat de zanger kan improviseren, dat de vorm niet dwingend vast ligt, dat er door de mondelinge overlevering varianten kunnen ontstaan in zowel tekst als melodie. De vorm van het volksliedje lijkt terug te gaan op de Spielmannsdichtung (de middeleeuwse verhalende liederen), maar ook de minnezang (middeleeuwse liefdeslyriek) was deels geïmproviseerd.
Als een kunstlied (een lied geschreven door een bekende liedschrijver, in de oorspronkelijk vorm) in de volksmond overgaat, krijgt het deze kenmerken van de orale traditie. De vorm en de inhoud van het lied gaan dan veranderen met de plaats en de tijd en dit is een bewijs dat het volkläufig is geworden, onder het volk is gaan leven. De tekst gaat kenmerken vertonen van doorgeven en herneming, die tot kleine variaties leiden. Ook sluipen er vaste formuleringen in die bekend zijn van andere liederen, zwerfstrofen en overbekende bijvoeglijke naamwoorden ('sneeuwwit vogeltje', 'bruin maagdelijn'). Ook leiden improvisaties tot vaste, versleten rijmparen of tot versmelting met (inhoudelijk) gelijksoortige, reeds bekende liederen.
Andere kenmerken die door mondelinge overlevering aan liederen worden toegevoegd zijn bijv. zinnen die de aandacht van het publiek vasthouden, zoals het aanspreken van het publiek en het stellen van vragen of retorische vragen. Vaak worden er zinnen of strofen ingekort (denk aan 'Graf und Nonne', 'Frau von Weißenburg' of 'Graf von Rom'). Ook wordt soms een tragische afloop veranderd in een sentimenteel einde, een kasteel wordt veranderd in een huis of het verhaal wordt in een boerenomgeving geplaatst.
Dus door het mondeling doorgeven van volksliedjes veranderen de vorm en de inhoud van het lied. Dit onderscheidt het volkslied van het kunstlied (waarbij de -bekende- tekstdichter de inhoud en de vorm heeft vastgelegd en er dus één 'juiste' versie van het lied is aan te wijzen). Als het kunstlied wordt opgenomen in de volksmond, verandert de individuele vorm in een gemeenschapsvorm. Elke keer dat het lied wordt gezongen, wordt het door de zanger eigenlijk opnieuw geschapen. Hierbij benadert reproductie in feite, in meer of mindere mate, productie.

## Prijzen en onderscheidingen
- 1934: Goethe-Medaille für Kunst und Wissenschaft
- 1952: Nationalpreis der DDR
- 1952: Großes Verdienstkreuz der Bundesrepublik Deutschland

## Uitgaven van John Meier
- Das deutsche Soldatenlied im Felde (Straßburg, 1916)
- Volksliedstudien (Straßburg, 1917)
- Deutsche Soldatensprache (Karlsruhe, 1917)
- Goethe, Freiherr vom Stein und die deutsche Volkskunde. Vergangenheit, Gegenwart, Zukunft (1926)
- Balladen (Anthologie von Volksballadentexten mit kurzen Kommentaren), deel 1–2 (Stuttgart, 1935–1936)
- Deutsche Volkslieder mit ihren Melodien. Balladen, uitgave Duits Volksliedarchief, deel 1-4 onder leiding van John Meier.